# Kai (Yamanashi)
Kai (甲斐市, Kai-shi?) è una città giapponese della prefettura di Yamanashi.